# 橋本町 (大阪市)
橋本町（はしもとちょう）は、大阪府大阪市阿倍野区にある町名。丁番を持たない単独町名である。

## 地理
阿倍野区の西部に位置し、南に相生通、北に松虫通、東に晴明通、西に西成区天神ノ森と接している。

## 歴史

### 地名の由来
町名は明治の初め頃、橋本尚四郎・久五郎兄弟が当地に移住し、付近一帯の開発に貢献したことに由来する。

### 沿革
- 1929年（昭和4年）、大阪市住吉区天王寺町の一部より成立。
- 1943年（昭和18年）、分区により阿倍野区の所属となる。
- 1967年（昭和42年）、一部が晴明通となり、相生通1 - 3丁目の一部を編入[6]。

## 世帯数と人口
2024年（令和6年）9月30日現在の世帯数と人口は以下の通りである。
| 町丁   | 世帯数  | 人口    |
| ------ | ------- | ------- |
| 橋本町 | 666世帯 | 1,565人 |

### 人口の変遷
国勢調査による人口の推移。
| 1995年（平成7年）  | 1,342人 | [ 7 ]  |  |
| 2000年（平成12年） | 1,423人 | [ 8 ]  |  |
| 2005年（平成17年） | 1,456人 | [ 9 ]  |  |
| 2010年（平成22年） | 1,563人 | [ 10 ] |  |
| 2015年（平成27年） | 1,532人 | [ 11 ] |  |
| 2020年（令和2年）  | 1,534人 | [ 12 ] |  |

### 世帯数の変遷
国勢調査による世帯数の推移。
| 1995年（平成7年）  | 497世帯 | [ 7 ]  |  |
| 2000年（平成12年） | 526世帯 | [ 8 ]  |  |
| 2005年（平成17年） | 531世帯 | [ 9 ]  |  |
| 2010年（平成22年） | 570世帯 | [ 10 ] |  |
| 2015年（平成27年） | 557世帯 | [ 11 ] |  |
| 2020年（令和2年）  | 604世帯 | [ 12 ] |  |

## 学区
市立小・中学校に通う場合、学区は以下の通りとなる。なお、小学校・中学校入学時に学校選択制度を導入しており、通学区域以外に阿倍野区の小学校（自宅から概ね2km以内）・中学校から選択することも可能。
| 番・番地等 | 小学校               | 中学校             |
| ---------- | -------------------- | ------------------ |
| 全域       | 大阪市立晴明丘小学校 | 大阪市立阪南中学校 |

## 事業所
2021年（令和3年）現在の経済センサス調査による事業所数と従業員数は以下の通りである。
| 町丁   | 事業所数 | 従業員数 |
| ------ | -------- | -------- |
| 橋本町 | 11事業所 | 58人     |

## 交通
- 松虫通

## 施設
- 朝陽幼稚園

## その他

### 日本郵便
- 〒545-0031[3]（集配局：阿倍野郵便局[16]）